# Johann Reuchsel
Pour les articles homonymes, voir Reuchsel.
Johann Reuchsel, né le 28 mars 1791 à Bettenhausen et mort le 15 mars 1871 à Lyon, est un chef d'orchestre, organiste et compositeur allemand installé en France, patriarche de la dynastie des musiciens lyonnais Reuchsel.

## Biographie
Johann Reuchsel naît le 28 mars 1791 à Bettenhausen, près de Meiningen (Duché de Saxe-Meiningen),,.
Il est chef d'orchestre au théâtre de Wurtzbourg avant de se fixer en France à compter de 1824. Il s'installe dans un premier temps à Nuits-Saint-Georges, où il épouse en 1825 Marie-Anne Poinet,.
Johann Reuchsel est organiste et professeur de musique à Nuits, puis à Vesoul et Châtillon-sur-Seine, avant d'obtenir en 1867 un poste à l'Institution des Chartreux de Lyon ainsi qu'à la tribune de l'église Saint-Georges,.
Comme compositeur, ses œuvres sont restées manuscrites. Il est notamment l'auteur de messes, dont certaines sont interprétées en l'église Saint-Martin d'Ainay et à Saint-Nizier, et de l'ouvrage théorique Cours d'harmonie théorique, analytique et pratique.
Johann Reuchsel est le père de six enfants, tous musiciens : Mélanie (pianiste et poète), Johann (violoncelliste), Félix (professeur de piano, violon et harmonie), Joseph (facteur de piano et éditeur), Ernest (organiste et compositeur) et Léon (organiste et compositeur).
Il meurt le 15 mars 1871 à Lyon,.